# ليف بويري
أوليفيا «ليف» بويري (بالإنجليزية: Liv Boeree)‏ (مواليد 18 يوليو 1984) هي لاعبة بوكر بريطانية، ومقدمة برامج تلفزيونية، ومتحدثة، وكاتبة. حصلت على لقب بطولة سلسلة العالم للعبة البوكر وجولة البوكر الأوروبية لعام 2010، وهي اللاعبة الوحيدة التي فازت بسوار سلسلة بطولة العالم للعبة البوكر وحدث جولة البوكر الأوروبية.
وُلدت بويري في كنت، ودرست في مدرسة أشفورد قبل أن تواصل دراستها للحصول على مرتبة الشرف من الدرجة الأولى في الفيزياء مع الفيزياء الفلكية في جامعة مانشستر. فازت بويري ثلاث مرات بلقب أفضل لاعبة أوروبية في مؤشر البوكر العالمي وتحتل حاليًا المرتبة الخامسة في قائمة مكاسب البوكر المباشرة للإناث على الإطلاق.

## احتراف البوكر
قُدّمت بويري إلى قطاع البوكر عندما اختيرت ضمن خمسة متسابقين لبرنامج التلفزيون الواقعي ألتيميت بوكر دوت كوم شو داون الذي بُثّ على القناة البريطانية الخامسة في خريف عام 2005. تدربت خلال البرنامج على يد أفضل لاعبي البوكر: فيل هيلموت، وآني ديوك، وديف يوليوت.
في مايو عام 2008، فازت ببطولة لادبروكس الأوروبية للسيدات لعام 2008 مقابل جائزة مقدارها 30,000 دولار.
في 21 أبريل عام 2010، فازت بويري بالحدث الرئيسي لجولة البوكر الأوروبية المُقامة في سانريمو، في الوقت الذي أُقيمت فيه أكبر بطولة بوكر على الإطلاق على أرض أوروبية. فازت بويري بمبلغ 1,250,000 يورو، لتصبح بذلك ثالث امرأة تفوز ببطولة جولة البوكر الأوروبية.
في سلسلة بطولة العالم للعبة البوكر لعام 2017 في لاس فيغاس، فازت بويري بالحدث رقم 2 («بطولة هولديم بلا حدود لفريق البطاقة بقيمة 10,000 دولار») مقابل 273,964 دولار مع لاعب البوكر الروسي وخليلها إيغور كورغانوف.
تشمل النتائج الأخرى الجديرة بالذكر حصولها على المرتبة الثانية في الحدث الرئيسي لجولة بوكر المملكة المتحدة وأيرلندا المُقامة في إدنبرة لعام 2014، والمرتبة الأولى في برنامج المسابقات بوكر آفتر دارك لعام 2017، والمرتبة الثالثة في حدث المُقامر الأعلى في جولة البوكر الأوروبية المُقامة في برشلونة مقابل 391,000 يورو في أغسطس عام 2015.
الجوائز: فازت بويري بلقب لاعبة العام في الأعوام 2014 و2015  و2016 في جوائز البوكر الأوروبية، وفقًا لما حددته نقاط مؤشر البوكر العالمي التي اكتسبتها خلال تلك الأعوام. حصلت أيضًا على جائزة «الممثلة الرئيسية لأوروبا» في حفل جوائز البوكر الأوروبية لعام 2010.
أصبحت بويري عضوًا في فريق بوكر ستارز برو منذ سبتمبر عام 2010. تجاوز إجمالي أرباح البطولات المباشرة التي حققتها حتى تاريخ ينايرعام 2020 ما مقداره 3,800,000 دولار.
في فبراير عام 2016، عُيّنت بويري بمنصب مدير فريق دوري البوكر العالمي «ذا لندن رويالز».
في نوفمبر عام 2019، أعلنت ليف بويري على موقع تويتر عن مغادرتها فريق بوكر ستارز بعد أن أمضت تسعة أعوام فيه، وأنها ستترك مجال احتراف البوكر.

### أساور سلسلة بطولة العالم للعبة البوكر
| الجائزة (بالدولار الأمريكي) | البطولة                                                | العام |
| 273,964 دولار               | بطولة هولديم بلا حدود لفريق البطاقة بقيمة 10,000 دولار | 2017  |

## وصلات خارجية
- ليف بويري على موقع IMDb (الإنجليزية)
- ليف بويري على موقع ميوزك برينز (الإنجليزية)
- ليف بويري على موقع قاعدة بيانات الفيلم (الإنجليزية)

- Official site
- Liv Boeree Interview